# Thelechoris
Thelechoris Karsch, 1881 è un genere di ragni appartenente alla famiglia Ischnothelidae.

## Distribuzione
Le due specie oggi note sono state reperite in Africa meridionale e orientale: la Thelechoris rutenbergi è un endemismo del Madagascar.

## Tassonomia
Rimosso dalla sinonimia con Ischnothele Ausserer, 1875, a seguito di uno studio dell'aracnologo Benoit (1964e).
Non sono stati esaminati esemplari di questo genere dal 2017.
Attualmente, a dicembre 2020, si compone di due specie:
- Thelechoris rutenbergi Karsch, 1881[2] — Madagascar
- Thelechoris striatipes (Simon, 1889) — Africa meridionale e orientale, Madagascar

### Sinonimi
- Thelechoris cassetti (Tucker, 1920); trasferita dal genere Ischnothele Ausserer, 1875 e riconosciuta sinonima di T. striatipes (Simon, 1889) a seguito di un lavoro di Benoit (1964e)[1].
- Thelechoris karschi Bösenberg & Lenz, 1895; posta in sinonimia con T. striatipes (Simon, 1889) da un lavoro di Coyle del 1995[1].
- Thelechoris mashonica (Pocock, 1901); trasferita dal genere Ischnothele e riconosciuta sinonima di T. striatipes (Simon, 1889) a seguito di un lavoro di Benoit (1964e)[1].